# 南雲唯杜
南雲 唯杜（なぐも ゆいと、2008年5月24日 - ）は、日本の俳優（子役）。東京都出身。オスカープロモーション所属。ビットワールド ナグモとしてレギュラー出演。

## 出演
- ビットワールド（2020年度 - 2021年度、Ｅテレ） - ナグモ